# Alblasserdam
Alblasserdam est un village et une commune néerlandaise, dans la province de Hollande-Méridionale, dans l'Alblasserwaard, au confluent de l'Alblas et du Noord. À part une partie de Kinderdijk, il n'y a pas d'autre localité qu'Alblasserdam dans la commune.
Alblasserdam se situe près de l'un des cours d'eau les plus fréquentés de l'ouest de l'Europe, le Noord.

## Histoire
Le nom vient de la rivière Alblas, sur lequel un barrage (dam en néerlandais) a été construit.
L'histoire de Alblasserdam remonte à environ 700 ans. Le nom est cité pour la première fois dans une Chronique par Melis Stoke de 1299, mais a été établi en 1447. Précédemment, c'était un hameau d'Oud-Alblas.
Le 11 mai 1940, le centre-ville historique a été lourdement bombardé. Heureusement, la rue historique Kerkstraat et les digues caractéristiques du Noord sont en grande partie conservées.
Le Noord est pour beaucoup dans le développement d'Alblasserdam. La proximité d'un cours d'eau rend Alblasserdam attractif pour les industries mais présente également des inconvénients. Entre 1350 et 1821, l'Alblasserwaard a été inondé 32 fois. Même l'inondation de 1953 a touché partiellement Alblasserdam. Maintenant, du fait du renforcement des digues et de l'amélioration des écluses, les eaux ne devraient plus présenter de menace.

## Personnalité
- Petrus Martinus van Riel (1878-1957), officier de marine, y est né.